# Kadoorie Farm and Botanic Garden
Koordinaten: 22° 26′ 47″ N, 114° 10′ 12″ O

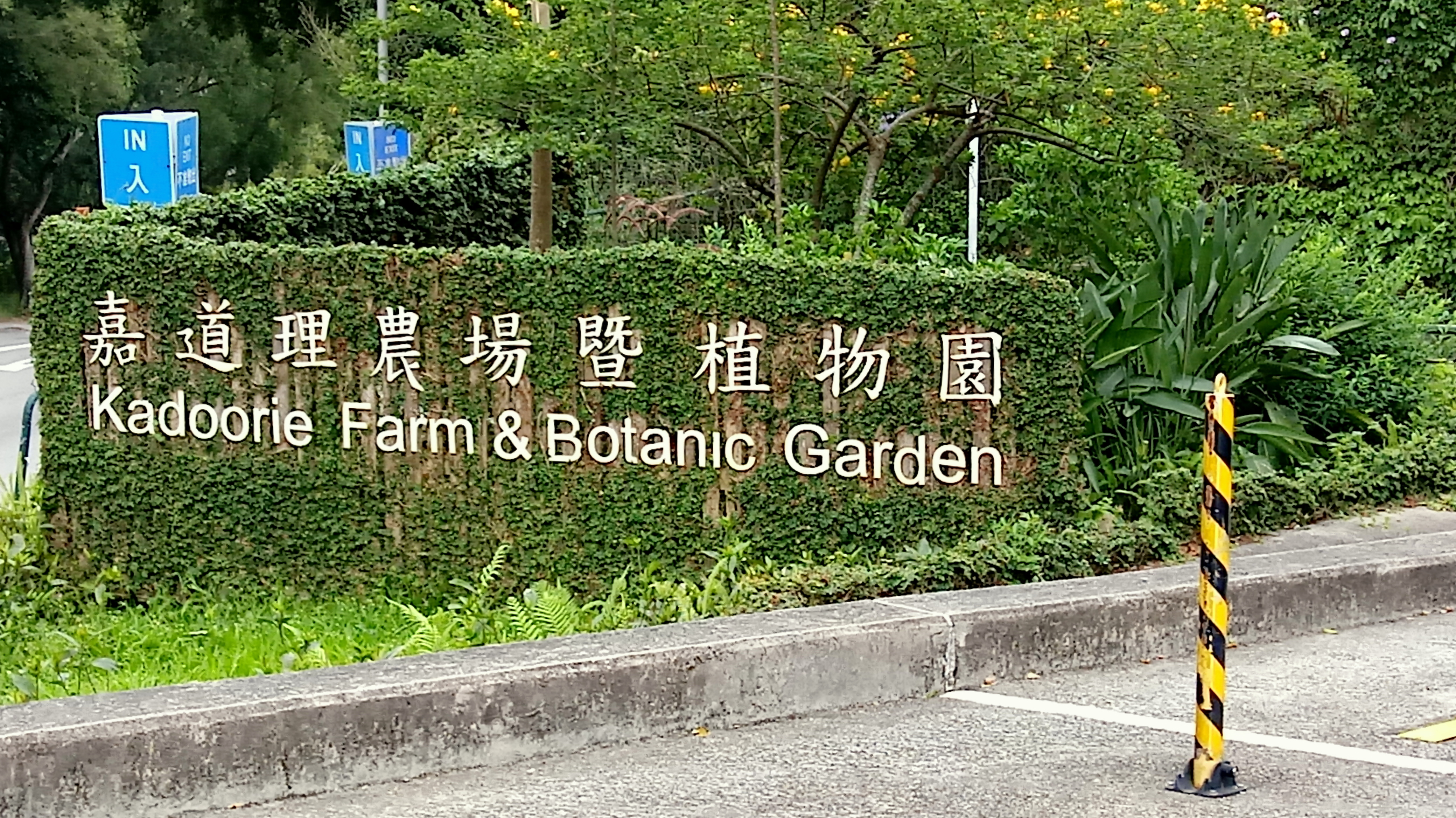
Kadoorie Farm and Botanic Garden, Werbeschild

Der Kadoorie Farm and Botanic Garden, kurz KFBG (chinesisch 嘉道理農場暨植物園 / 嘉道理农场暨植物园, Pinyin Jiādàolǐ Nóngchǎng jì Zhíwùyuán, Jyutping Gaa1dou6lei4 Nung4coeng4 kei3 Jik6mat6jyun4), befindet sich im Tai Po District in den New Territories von Hongkong. Er ist eine Kombination eines Botanischen Gartens, eines landwirtschaftlichen Betriebes und eines Zoos und erstreckt sich über eine Fläche von 148 Hektar entlang des nördlichen Hanges des Tai Mo Shan, der höchsten Erhebung Hongkongs.

## Geschichte
Die Brüder Horace Kadoorie und Lawrence Kadoorie gründeten 1951 die Kadoorie Agricultural Aid Association (KAAA, 嘉道理農業輔助會) mit dem Ziel, notleidenden Menschen, die teilweise nach Hongkong geflohen waren, eine Beschäftigung und eine Lebensgrundlage in der Landwirtschaft zu ermöglichen. Dazu nahmen sie 1956 eine Farm in den New Territories in Betrieb, um moderne Landwirtschaft, rentable Ernten und effektive Tierhaltung zu demonstrieren. Dieser Zeitpunkt wird als Beginn des Kadoorie Farm and Botanic Garden angesehen, der auch den Namen der Gründer erhielt. Die botanischen Anlagen wurden in den 1960er Jahren entworfen und bepflanzt. Der Park widmet sich in erster Linie der Arterhaltung der Fauna und Flora
von Hongkong und Südchina. Seit dem Jahr 2019 wird der Kadoorie Farm and Botanic Garden von der National Forestry and Grassland Administration, der nationalen chinesischen Forst- und Grasland-Verwaltung überwacht.

## Anlagenbereiche

### Zoo-Bereiche
Die tiergärtnerischen Bereiche nehmen im Park einen breiten Raum ein. Sie zeigen Säugetiere, Vögel, Reptilien, Amphibien, Fische sowie Insekten, die in folgenden Ausstellungen zu sehen sind: Sun Garden Animal Exhibit, Reptile Lookout, Piers Jacobs Wildlife Sanctuary, Wildlife Pond, Reptile Garden, Pigsties, Raptor Roost, Native Mammal Display, Amphibien and Reptilien House, Streamlife Display, Wildlife Walkthrough, Monkey Heaven, Parrot Sanctuary, Jim Ades Raptors Sanctuary, Mule Stables, Wild Animal Rescue Center (für Besucher nicht zugänglich), Insect House und Butterfly Garden.

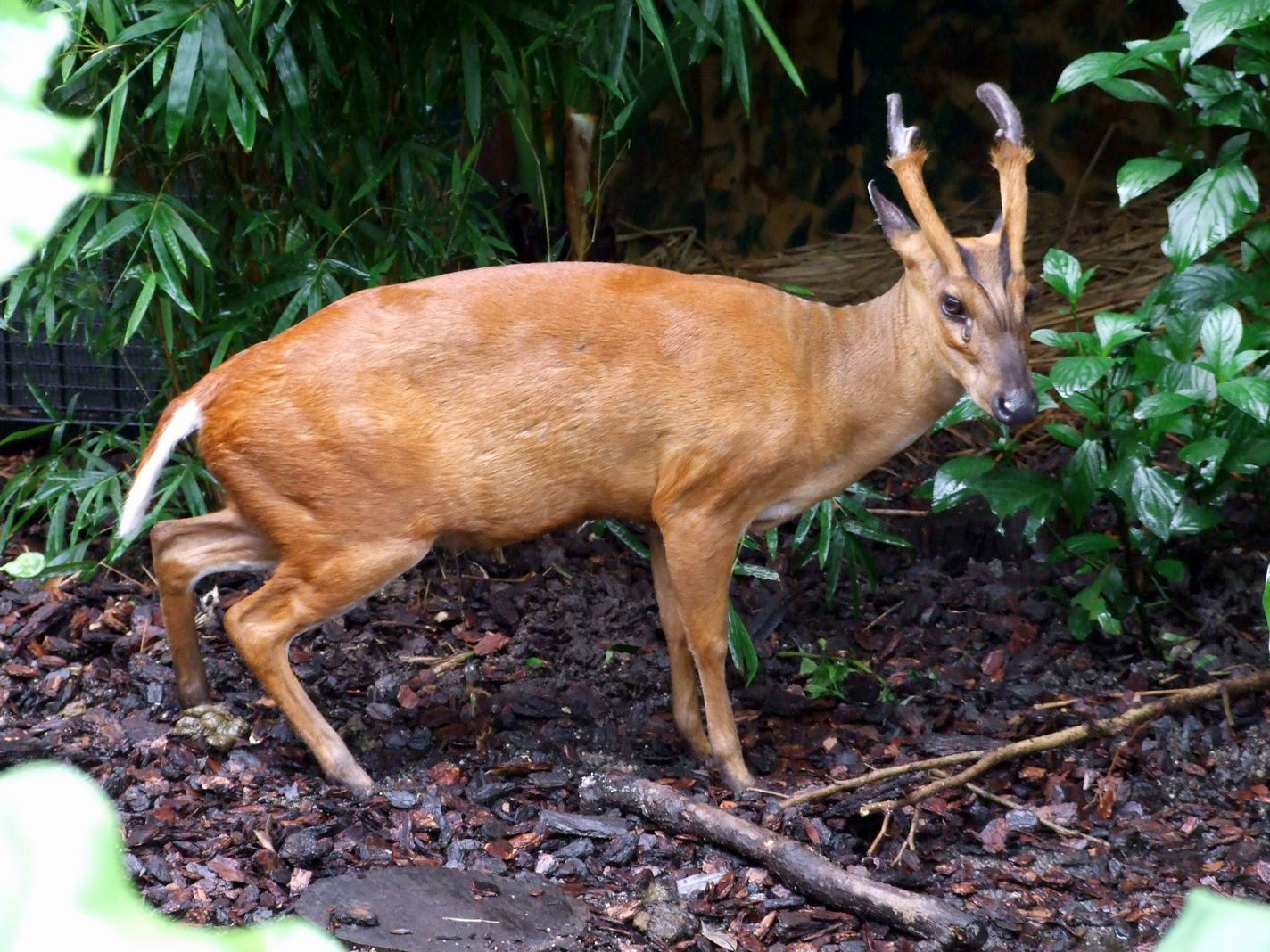
Muntjak (Muntiacus), Männchen
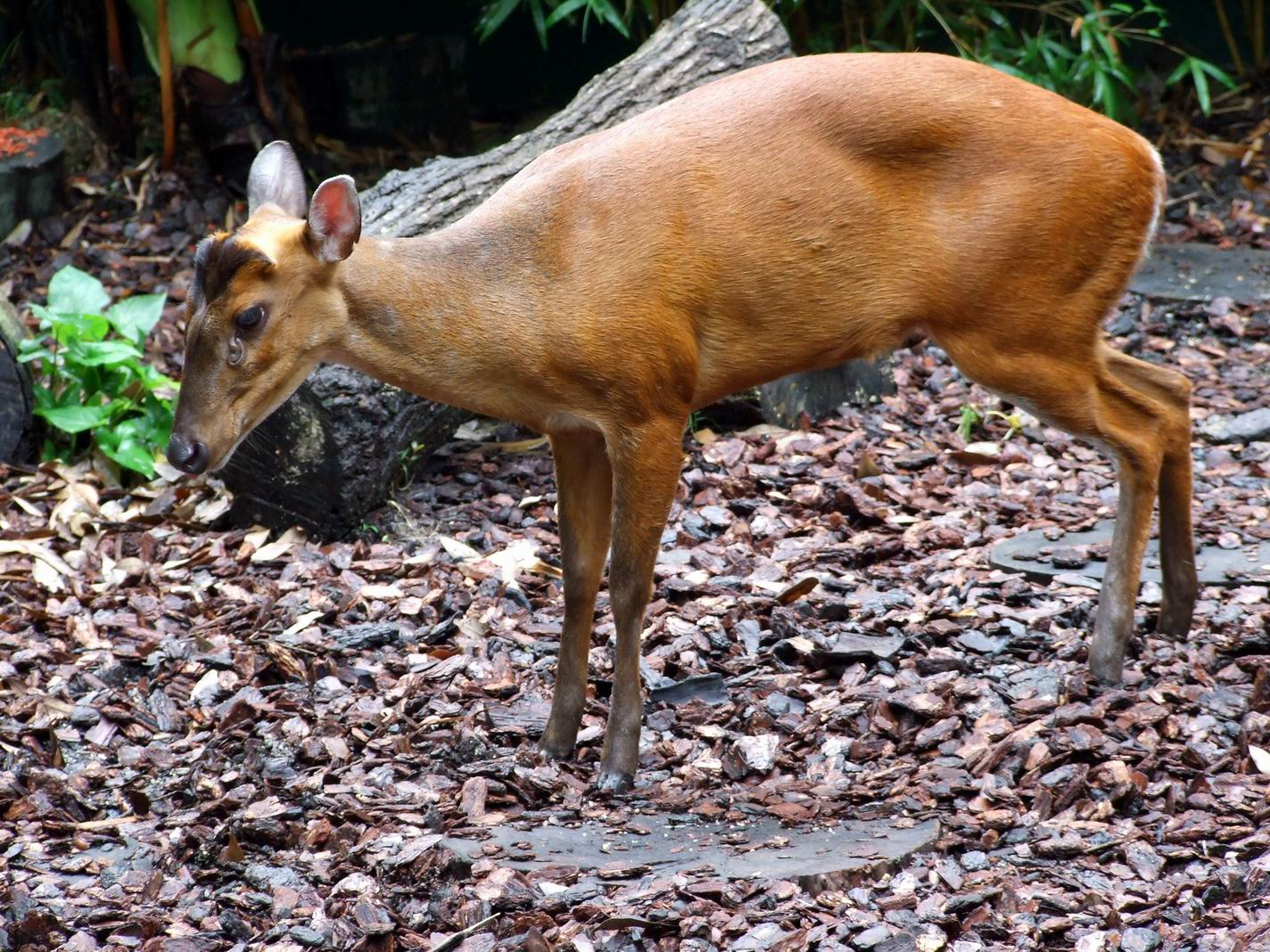
Muntjak (Muntiacus), Weibchen
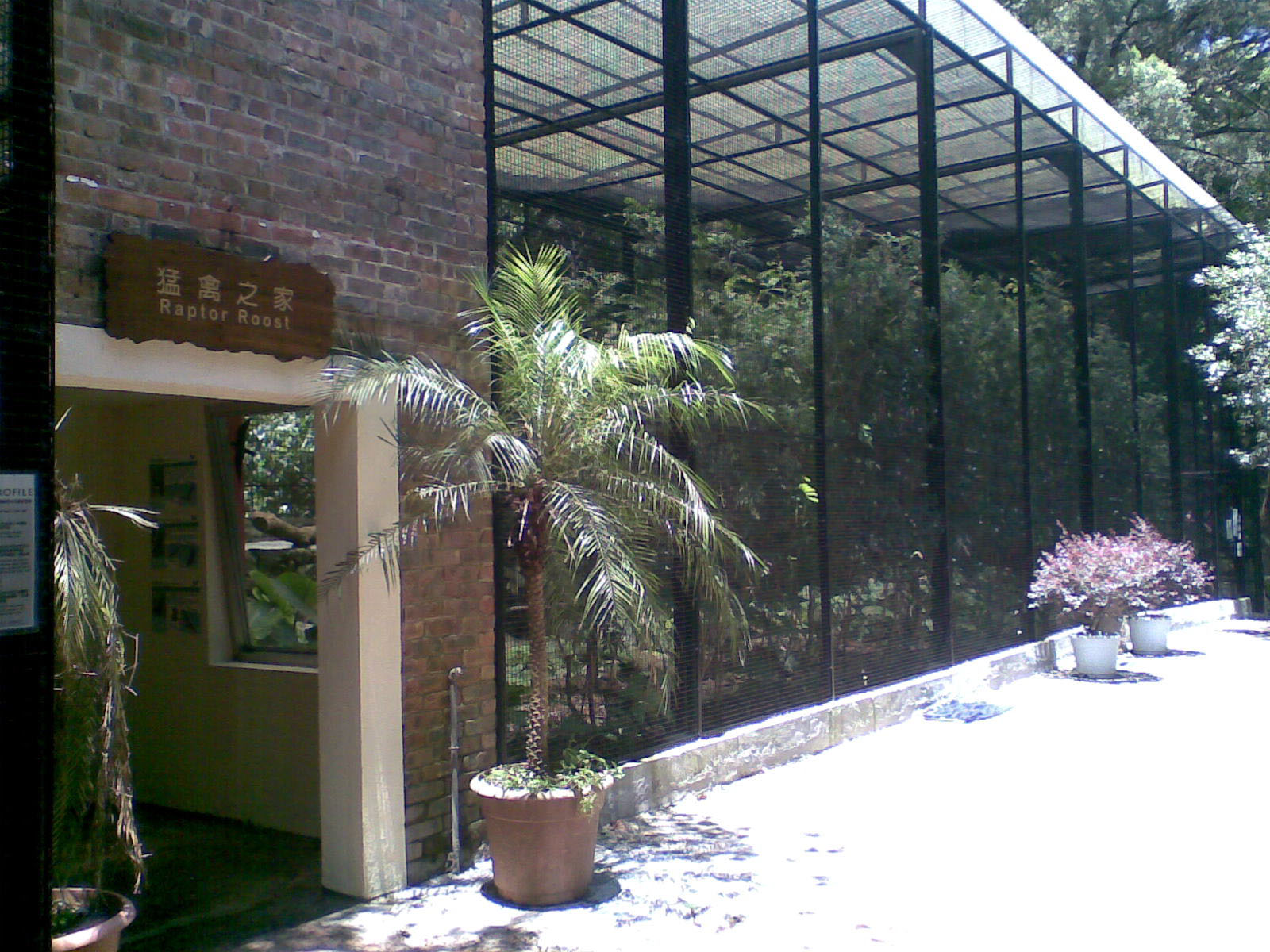
Greifvogelhaus
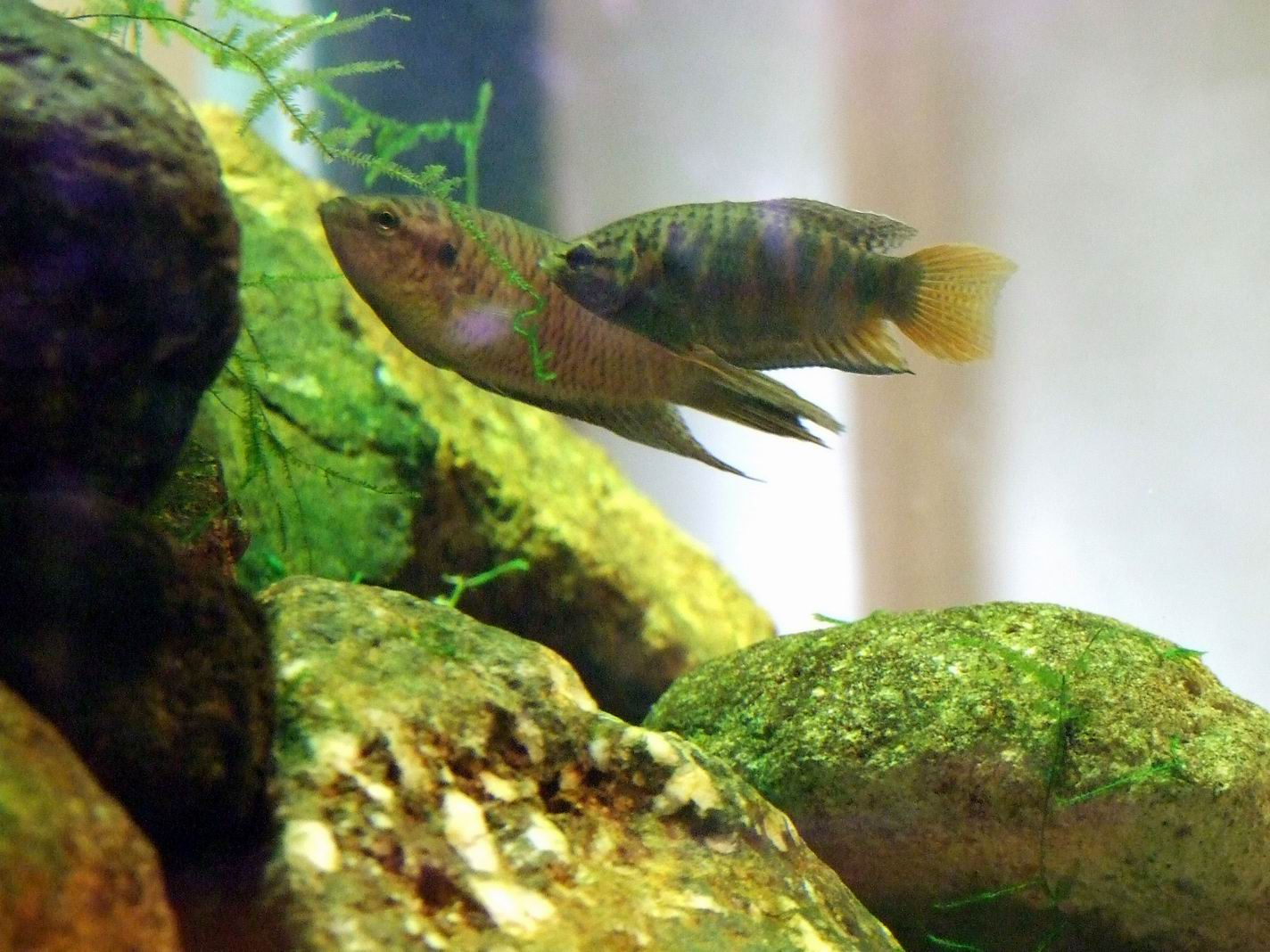
Macropodus hongkongensis

### Botanische Bereiche
Der Kadoorie Farm and Botanic Garden ist parkartig angelegt und fügt sich in die natürliche, bergige und waldige Landschaft am Hang des Tai Mo Shan ein. Viele zusätzlich gepflanzte Bäume, Sträucher, Büsche und Blumenbeete wurden in die vegetationsarmen und felsigen Bereiche eingefügt. Durch das Gelände windet sich auch ein schmales Tal zwischen zwei Graten, durch das ein kleiner Bach fließt. Für die Besucher sind Wanderwege, Straßen und Rastplätze angelegt. Außerdem gibt es eine landwirtschaftliche Abteilung mit mehreren Gewächshäusern und Gemüseterrassen sowie Einkaufsmöglichkeiten für die Gäste.

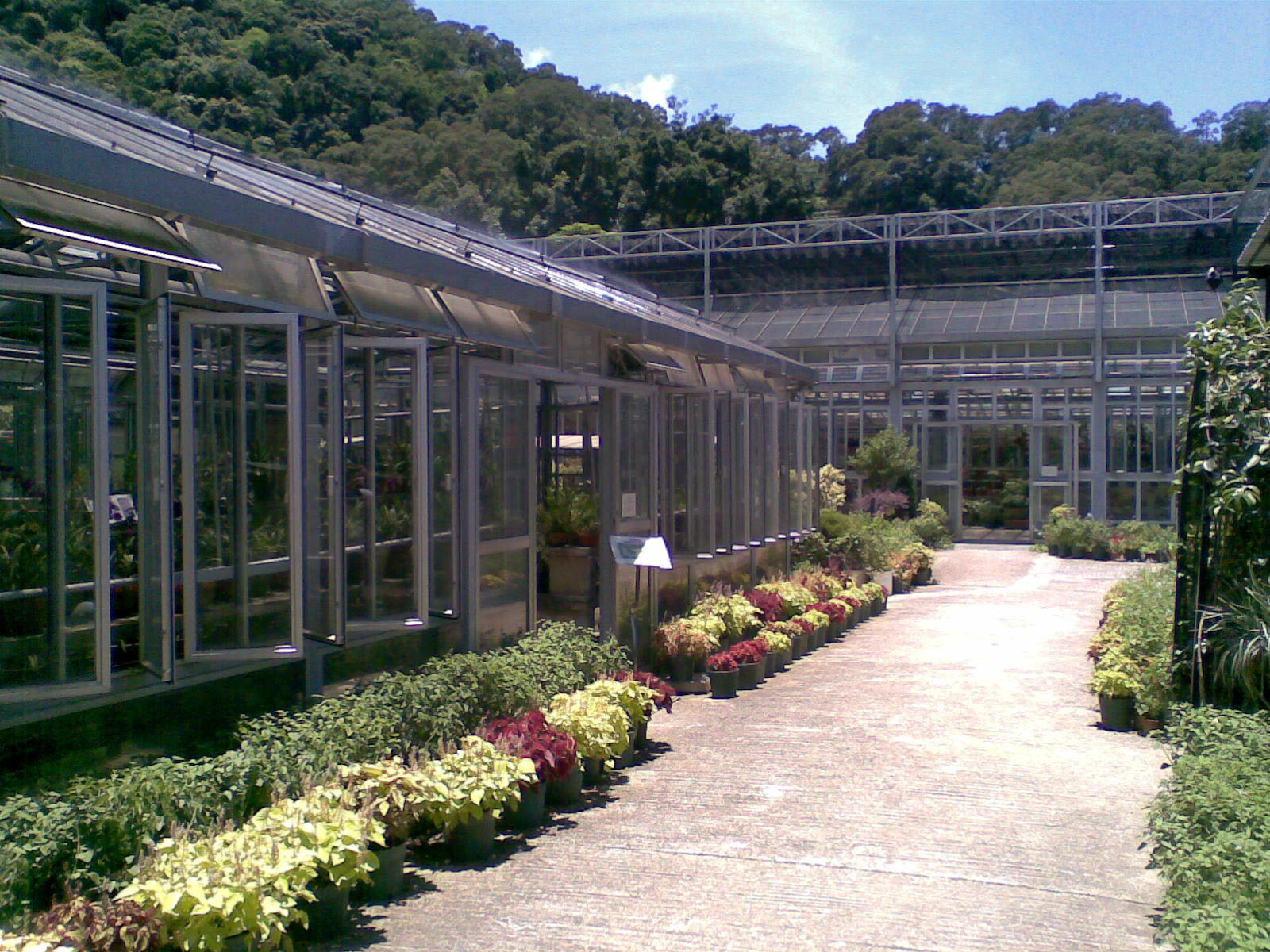
Gewächshäuser
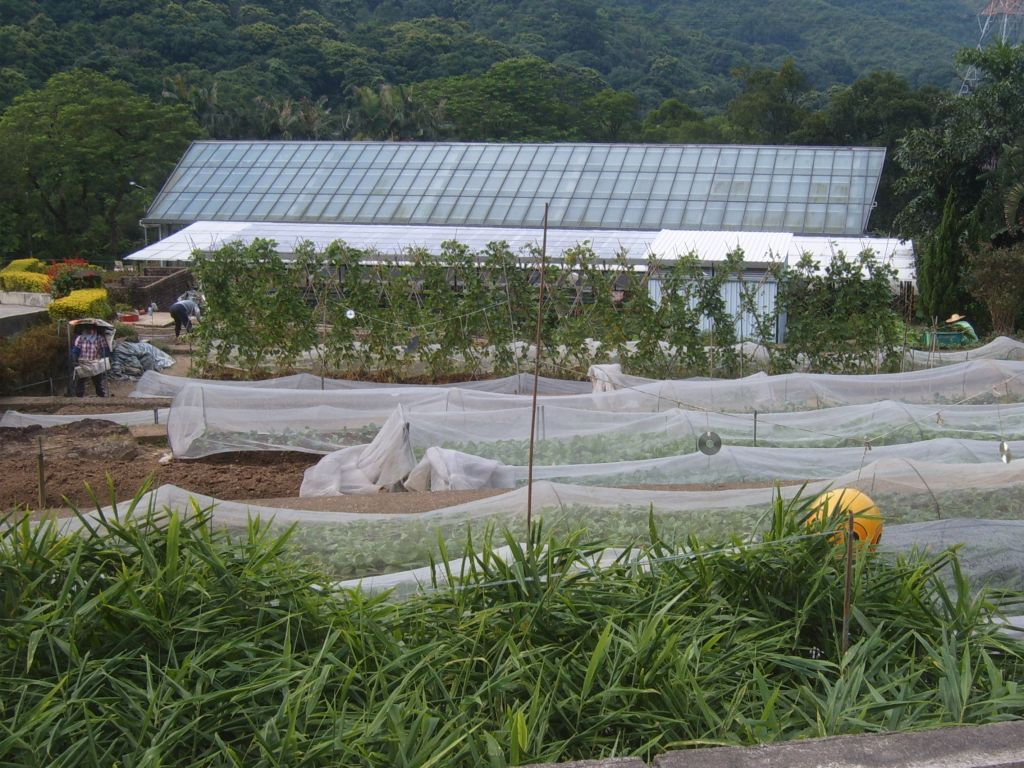
Landwirtschaftliche Abteilung
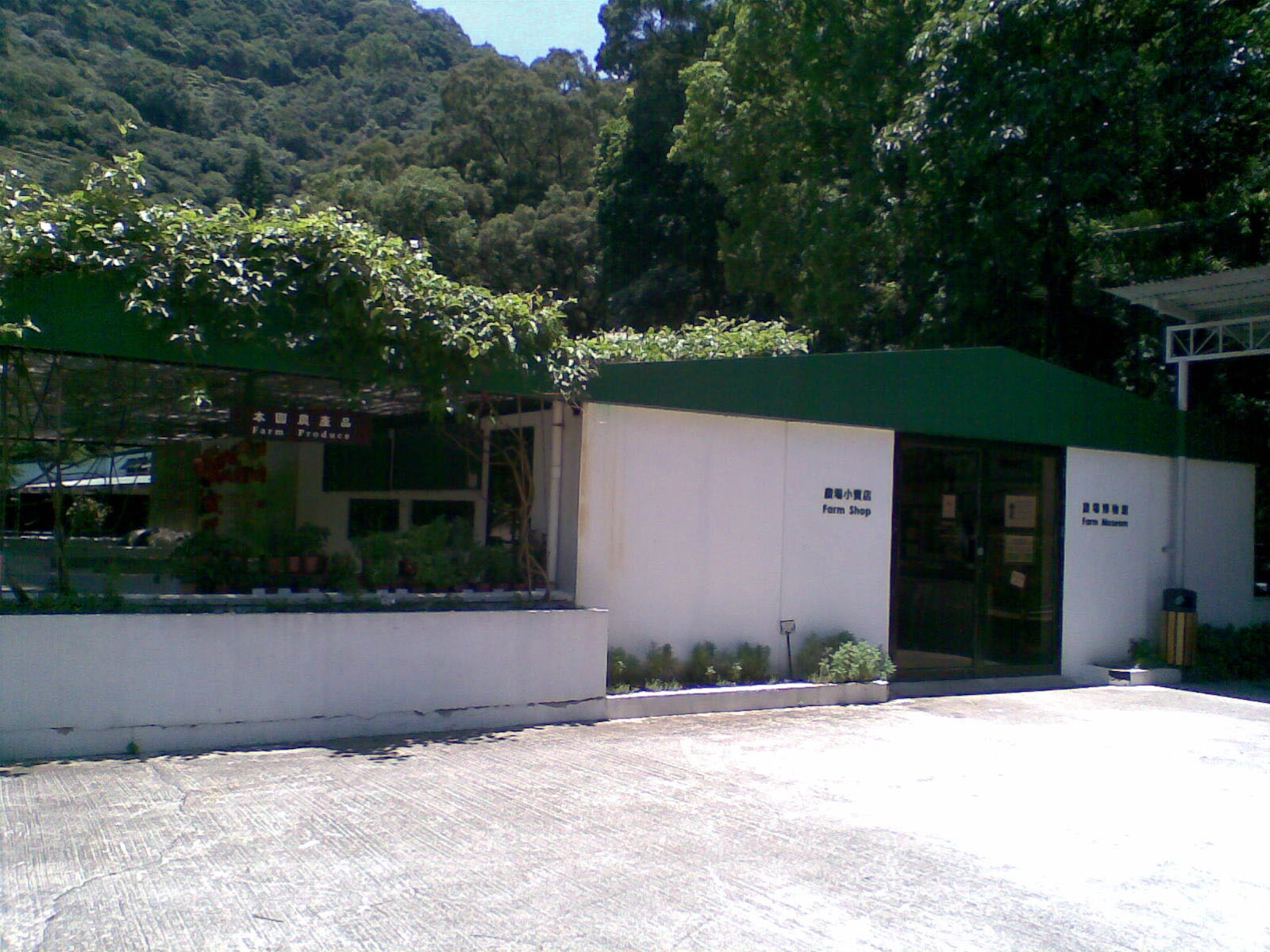
Eingang zum Museum
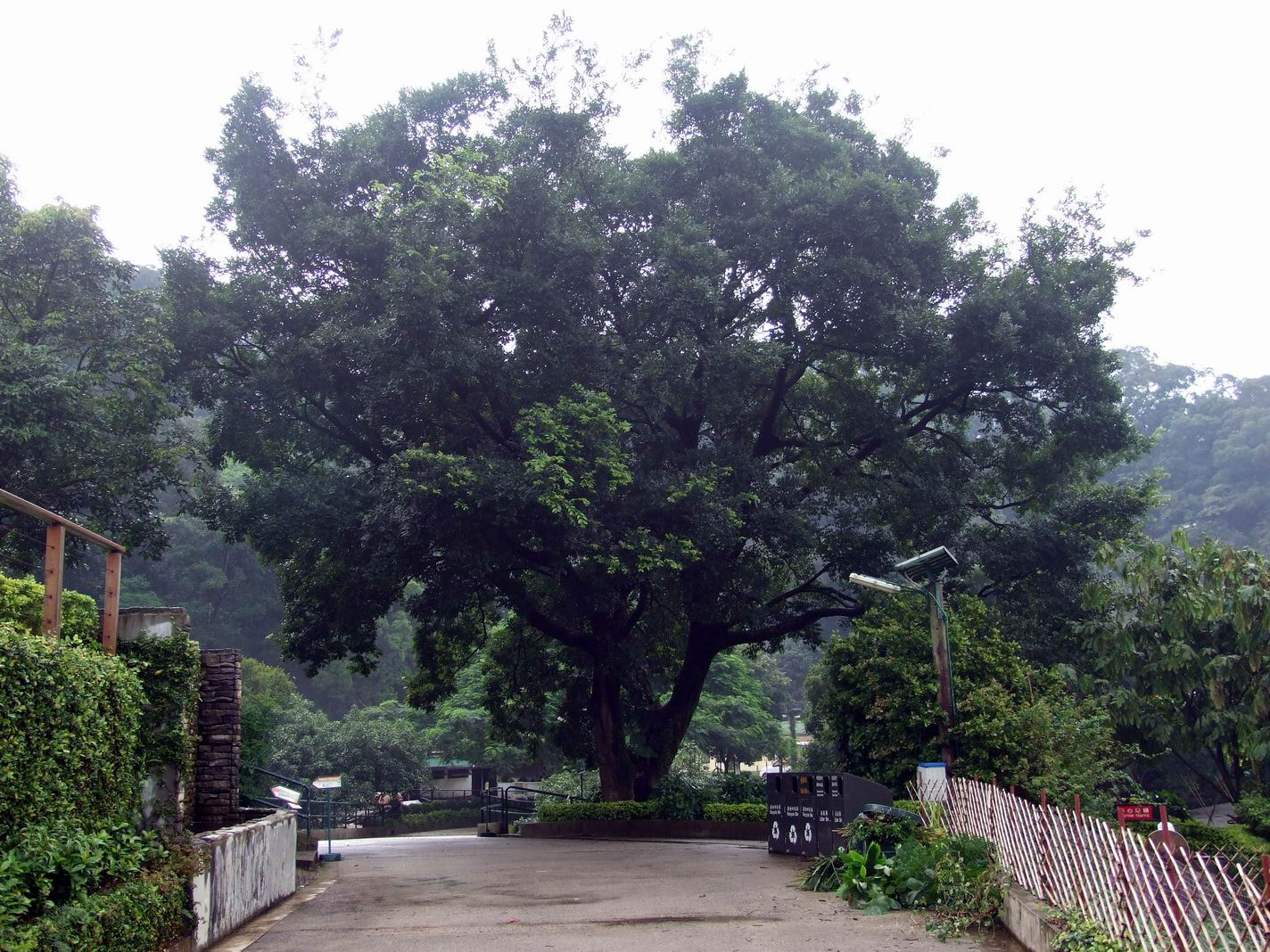
Zürgelbaum (Celtis)
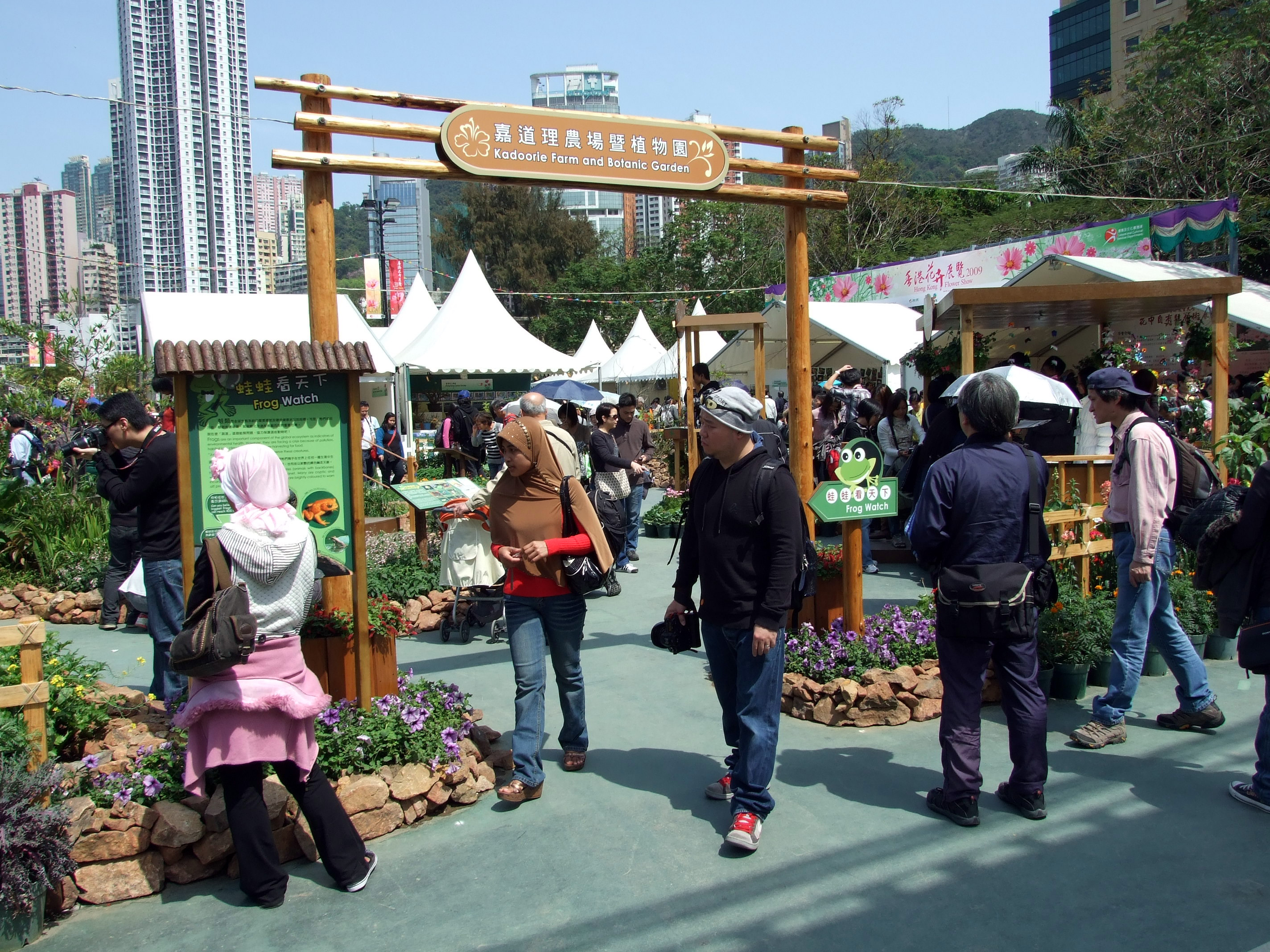
Blumenausstellung
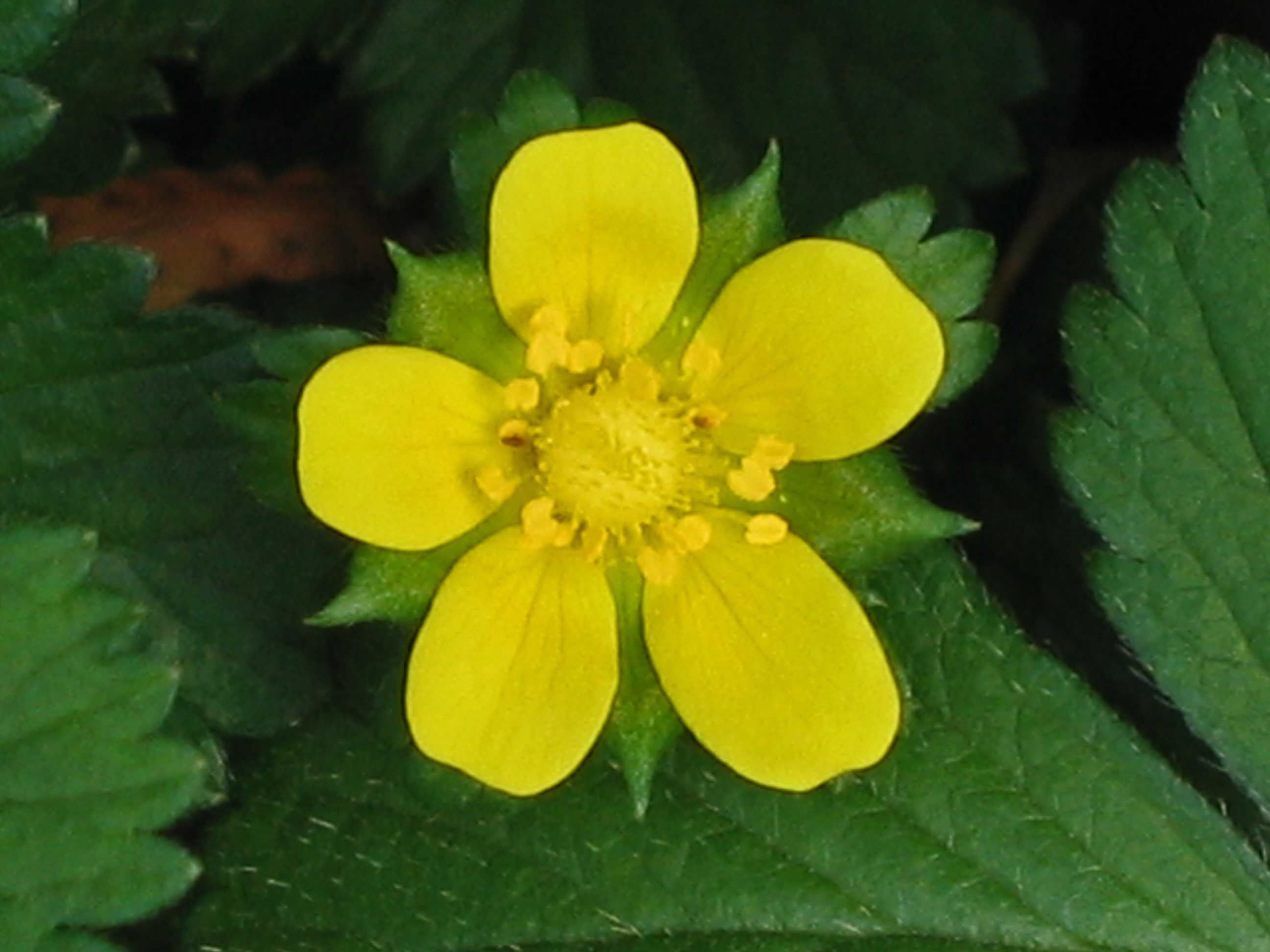
Indische Scheinerdbeere (Potentilla indica)

### Weitere Einrichtungen
Im Kadoorie Farm and Botanic Garden sind folgende weitere Einrichtungen vorhanden: Das National Historical Building, in dem DNA-Proben aufbewahrt werden, außerdem verschiedene Laboratorien, in denen genetische und ökologische Untersuchungen sowie Forschungen bezüglich der pflanzlichen Gewebekultur durchgeführt werden. Ein kleines Museum sowie ein Verwaltungsgebäude befinden sich zusammen mit Bildungs- und Erhaltungseinrichtungen für Tiere und Pflanzen ebenfalls auf dem Gelände.